# Thượng phụ Kirill thành Moskva
Kirilô hay Cyril (tiếng Nga: Кирилл, tên thế tục Vladimir Mikhailovich Gundyayev, tiếng Nga: Владимир Михайлович Гундяев;; sinh 20 tháng 11 năm 1946) là một thượng phụ chính thống giáo Nga. Ông trở thành Thượng phụ Moskva và toàn nước Nga lãnh đạo Giáo hội Chính Thống Nga vào từ ngày 1 tháng 2 năm 2009
Trước khi trở thành Thượng Phụ, Kirilô là tổng giám mục Smolensk và Kaliningrad bắt đầu từ ngày 26 tháng 12 năm 1984; và cũng giữ ví trí Chủ tịch của Cục đối ngoại Giáo hội Chính thống giáo Nga và là thành viên thường trực của Hội đồng Tòa Thượng Phụ bắt đầu từ năm 1989.
Kho lưu trữ của KGB được mở cửa một thời gian ngắn ngủi sau khi Liên Xô sụp đổ, cựu giám đốc tàng thư, Vasiliy Mithrokhin bỏ trốn sang Anh đã giúp khẳng định Vladimir Mikhailovitch Goundiaiev (tên khai sinh của Kirill) là gián điệp. Năm 22 tuổi, ngay cả trước khi được phong chức giáo sĩ và chỉ mới đi tu được ba năm ở Leningrad, Kirill hay Vladimir Mikhailovitch Goundiaiev đã được gởi sang chu du các nước tư bản. Điệp viên "Mikhailov" (mật danh của Kirill), 25 tuổi, được bổ nhiệm làm đại diện Tòa Thượng phụ Matxcơva tại Hội đồng Giáo hội Thế giới ở Genève. Đó là năm 1969, một năm trước khi ông được phong chức